# Cremersia pernambucana
Cremersia pernambucana är en tvåvingeart som beskrevs av Borgmeier 1925. Cremersia pernambucana ingår i släktet Cremersia och familjen puckelflugor. Inga underarter finns listade i Catalogue of Life.